# مسجد شينغ هو (سورابايا)
مسجد شينغ هو يقع المسجد على بعد 1000 متر إلى الشمال من مدينة سورابايا، بني المسجد بمبادرة من مؤسسة محمد حاجي تشنغ هو في جاوة الشرقية في إندونيسيا، بالإضافة لقادة الجالية الصينية في سورابايا، وسبق بناء المسجد اقامة حفل وضع حجر الأساس في الخامس عشر من شهر أكتوبر عام 2001، ليتزامن مع الإسراء والمعراج للنبي محمد، بينما يتم البناء في العاشر من شهر مارس عام 2002، وافتتح في الثالث عشر من شهر أكتوبر عام 2002 .

## البناء
مسجد شينغ هو يعرف أيضا باسم مسجد محمد تشنغ في سورابايا، المسجد يشبه معبد بيت عبادة تري دارما، يقع المسجد في مجال بناء متعدد الاستخدامات في مجمع بيتي ومجمع أمناء التوحيد الإسلامي، المسجد يغلب عليه اللونين الأحمر والأخضر والأصفر، وزين بشيء من الحلي الصينية القديمة، مدخل المسجد يشبه شكل معبد، وهناك أيضا نقوش للتنين الأسود منقوشة بالشمع مع لفظ الجلالة باللغة العربية في الجزء العلوي من المعبد .

## التاريخ
اسم المسجد هو شكل من أشكال الولاء لشنغ هو، وهو لأدميرال الصيني منأصل مسلم الذي تنقل في أسفاره في جنوب شرق آسيا، وكانت تنقلات وأسفار شينغ ليست فقط للتجارة والصداقة ولكن كانت لنشر الإسلام، في القرن الخامس عشر الميلادي خلال عهد اسرة مينغ (1368 - 1643) وصل جزء من الشعب الصيني من مقاطعة يوننان إلى جاوة لنشر الإسلام، ثم قاد الادميرال شينغ هو في عام 1410 وعام 1416 أسطول هبط على شاطئ سيمونغان في سيمارانج. بالإضافة إلى ذلك كان شينغ هو رسول الإمبراطور يونغ لو لزيارة ملك ماجاباهيت الذي يهدف أيضا إلى نشر الإسلام.
لإحياء ذكرى النضال للأدميرال شينغ هو، فقد أراد الشعب الصيني المسلم أن يكون المسجد على النمط الصيني، ففي تاريخ الثالث عشر من شهر أكتوبر عام 2002 افتتح المسجد مع بناء الهندسة المعمارية الصينية، مسجد شينغ هو قادر على استيعاب حوالي 200 مصلي، تبلغ أطوال مساحة أرض المسجد 21 متر في 11 متر، ومساحة البناء 11 متر في 9 متر، بناء المسجد هو مزيج من نمط العمارة الصيني والعربي هو السمة المميزة لهذا المسجد .

## وصلات خارجية
- البوم صور مسجد شينغ هو سورابايا